# Lipotaxia subvestita
Lipotaxia subvestita är en fjärilsart som beskrevs av Louis Beethoven Prout 1918. Lipotaxia subvestita ingår i släktet Lipotaxia och familjen mätare. Inga underarter finns listade i Catalogue of Life.